# بنجامين تشابيل
بنجامين تشابيل هو سياسي كندي، ولد في 5 مارس 1740، وتوفي في 6 يناير 1825.